# 46.ª Divisão (Japão)
A 46ª Divisão foi uma divisão de infantaria do Império do Japão que serviu durante a Segunda Guerra Mundial. A divisão foi formada no dia 14 de maio de 1943 em Kumamoto, sendo desmobilizada no mês de setembro de 1945 com o fim da guerra.

## Comandantes
| Comandante                     | Data                                            |
| ------------------------------ | ----------------------------------------------- |
| Lt. General Taka Kayashima     | 10 de junho de 1943 - 15 de outubro de 1943     |
| Lt. General Tadakazu Wakamatsu | 15 de outubro de 1943 - 14 de novembro de 1944  |
| Lt. General Shichiro Kokubu    | 14 de novembro de 1944 - 30 de setembro de 1945 |

## Subordinação
- Distrito Oeste de Exército - maio de 1943
- 19º Exército - outubro de 1943
- 7º Exército de Campo - abril de 1945